# Максимович, Сузана
Сузана Максимович (род. 5 января 1962) — сербская шахматистка, гроссмейстер (1999) среди женщин.
Чемпионка Югославии (1983 — делёж первого места с Марией Петрович, 1991 — делёж первого места с Мирьяной Марич). В составе сборной Югославии участница семи Олимпиад (1982—1990, 1994, 2006). На 13-й Олимпиаде в Салониках (1988) команда заняла 3-е место.

## Изменения рейтинга
| Графики недоступны из-за технических проблем. См. информацию на Фабрикаторе и на mediawiki.org. |